# Trichogramma ethiopicum
Trichogramma ethiopicum är en stekelart som först beskrevs av Jean Risbec 1956.  Trichogramma ethiopicum ingår i släktet Trichogramma och familjen hårstrimsteklar. Inga underarter finns listade i Catalogue of Life.